# Таволжан (Тюменская область)
Таволжан — деревня в Сладковском районе Тюменской области России. Входит в состав Александровского сельского поселения.

## История
До 1917 года входила в состав Усовской волости Ишимского уезда Тюменской губернии. По данным на 1926 год деревня Таволжанская состояла из 140 хозяйства. В административном отношении являлся центром Таволжанского сельсовета Сладковского района Ишимского округа Уральской области.

## Население
| 2010 |
| ---- |
| 181  |

По данным переписи 1926 года в деревне проживало 677 человек (330 мужчин и 347 женщин), в том числе: русские составляли 99 % населения.
Согласно результатам переписи 2002 года, в национальной структуре населения русские составляли 97 % из 188 чел.